# Жировое тело
Жировое тело — мезодермальное образование неопределенной формы, служащее для накопления и синтеза резервных и транспортных веществ, выделения и ряда других функций. Жировое тело имеется у Atelocerata (многоножек и насекомых).

## Строение
В составе жирового тела выделяют два слоя: висцеральный, расположенный ближе к кишечнику, и париетальный — ближе к покровам тела. Окраска жирового тела обычно желтовато-белая, реже желтая или зеленая.
Клетки жирового тела близки к гемоцитам. У многих насекомых обнаруживаются постепенные морфологические переходы от типичных гемоцитов, циркулирующих в гемолимфе, к клеткам, оседающим на внутренних органах, а затем к клеткам, напоминающим островки жировой ткани. Вместе с гемолимфой жировое тело составляет единую систему тканей внутренней среды.

## Функции
Гемоциты переносят питательные вещества от кишечника к жировому телу, где происходит их накопление. В случае необходимости эти вещества могут быть переданы гемоцитам и разнесены ими по всему телу.
Помимо пассивного накопления питательных веществ жировое тело является основным органом промежуточного обмена. Процессы биосинтеза и превращения белков, жиров и углеводов протекают в особых клетках — трофоцитах. Резервные продукты откладываются в них про запас, а транспортные выделяются в гемолимфу и доставляются ею к различным органам.
Кроме трофоцитов в состав жирового тела входят уратные клетки, накапливающие мочевую кислоту. Таким образом, жировое тело выполняет выделительную функцию.
Жировое тело также выполняет механическую функцию, окружая и поддерживая внутренние органы.
На основе клеток жирового тела образуются органы свечения. Свет излучают фотогенные клетки. Под ними лежит рефлектор, состоящий из нескольких слоев клеток, наполненных множеством мочекислых зернышек. Кутикула над фотогенными клетками лишена пигмента и потому прозрачна. Свечение фотогенных клеток связано с окислительным процессом ферментативного характера: специальное вещество люциферин в присутствии фермента люциферазы окисляется в оксилюциферин.

## Использованная литература
- Тыщенко В.П. Физиология насекомых. — М.: Высшая школа, 1986. — С. 303.
- Шванвич Б. Н. Курс общей энтомологии. — М.—Л.: Советская наука, 1949. — С. 895.